# Mycerinopsis subuniformis
Mycerinopsis subuniformis là một loài bọ cánh cứng trong họ Cerambycidae.